# Индийская тушь
Индийская тушь (англ. Indian Ink) — пьеса британского драматурга Тома Стоппарда, написанная в 1995 году.

## Содержание
В 1930 году, когда состоялся «Соляной поход» Ганди, британская поэтесса Флора Крю приезжает в Индию поправить своё здоровье. Флора — современная девушка, которая позировала Модильяни, общалась с коммунистами и обвинялась в непристойности из-за содержания своего поэтического сборника «Нимфа и её муза». В Индии её портрет пишет индийский художник Нирад Дас, в то же время она отвергает ухаживания щеголеватого, но недалекого раджи. Дерзкая и обаятельная девушка скрывает, что смертельно больна туберкулёзом.
Через 50 лет американский искусствовед Элдон Пайк встречается с младшей сестрой Флоры Элеонорой, чтобы узнать о том, как поэтесса завершила свой жизненный путь: она умерла в Индии вскоре после того, как встретила Нирада.
Элеонора, которая вышла замуж за англичанина, встреченного на могиле Флоры, и стала очень консервативной, неохотно рассказывает о жизни сестры, и Элдон Пайк отправляется в Индию, чтобы проследить путь Флоры. К Элеоноре также обращается сын художника Нирада Эниш, и она показывает ему картину, сделанную в классическом индийском стиле в смеси со стилем западного реализма. Эротический символизм картины убеждает Эниша, что его отец и Флора стали любовниками незадолго до её смерти.
Действие пьесы попеременно происходит в 1930 году и в 1980-е годы.